# Узагальнений чотирикутник

«Серветка»

Узагальнений чотирикутник — це структура інцидентності, головна властивість якої — відсутність трикутників (однак структура містить багато чотирикутників). Узагальнений чотирикутник є за визначенням полярним простором рангу два. Узагальнені чотирикутники є узагальненими многокутниками з n = 4 і майже 2n-кутниками з n = 2. Вони є також точно частковими геометріями pg(s,t, α) з α = 1.

## Визначення
Узагальнений чотирикутник — це структура інцидентності (P,B, I), де {\displaystyle \mathrm {I} \subseteq P\times B} — відношення інцидентності, що задовольняє певним аксіомам. Елементи P за визначенням є вершинами (точками) узагальненого чотирикутника, елементи B — прямими. Аксіоми такі:
- Існує число s (s ≥ 1), таке, що на будь-якій прямій є рівно s+1 точка. Існує максимум одна точка на двох різних прямих.
- Існує число t (t ≥ 1), таке, що через будь-яку точку проходить рівно t + 1 пряма. Існує максимум одна пряма через дві різні точки.
- Для будь-якої точки p, що не лежить на прямій L, існує єдина пряма M і єдина точка q, такі, що p лежить на M, а q лежить на M і L.

Пара чисел {\displaystyle (s,t)} є параметрами узагальненого чотирикутника. Параметри можуть бути нескінченними. Якщо або число s, або t дорівнює одиниці, узагальнений чотирикутник називається тривіальним. Наприклад, ґратка 3x3 з P = {1,2,3,4,5,6,7,8,9} і B = {123, 456, 789, 147, 258, 369} є тривіальним узагальненим чотирикутником з s = 2 і t = 1. Узагальнений чотирикутник з параметрами {\displaystyle (s,t)} часто позначають як {\displaystyle GQ(s,t)} (від англ. Generalized Quadrangle).
Найменший нетривіальний узагальнений чотирикутник — {\displaystyle GQ(2,2)}, подання якого 1973 року Стен Пейн назвав «серветкою».

## Властивості
- {\displaystyle |P|=(st+1)(s+1)}
- {\displaystyle |B|=(st+1)(t+1)}
- {\displaystyle (s+t)|st(s+1)(t+1)}
- {\displaystyle s\neq 1\Longrightarrow t\leq s^{2}}
- {\displaystyle t\neq 1\Longrightarrow s\leq t^{2}}

## Графи

Реберний граф узагальненого чотирикутника

Є два цікавих графи, які можна отримати з узагальненого чотирикутника.
- Граф колінеарності, що містить усі точки узагальненого чотирикутника як вершини, в якому колінеарні точки з'єднані ребром. Цей граф є сильно регулярним графом з параметрами {\displaystyle ((s+1)(st+1),s(t+1),s-1,t+1)}, де {\displaystyle (s,t)} — порядок чотирикутника.
- Граф інцидентності, вершинами якого є всі точки і прямі узагальненого чотирикутника і дві вершини суміжні, якщо одна вершина відповідає прямій, а інша — точці на цій прямій. Граф інцидентності узагальненого чотирикутника зв'язний і є двочастковим графом з діаметр чотири і обхват вісім. Таким чином, узагальнений чотирикутник є прикладом клітина. Графи інцидентності конфігурацій в даний час називають графами Леві, однак вихідний граф Леві був графом інцидентності узагальненого чотирикутника {\displaystyle GQ(2,2)}.

## Двоїстість
Якщо (P,B, I) — узагальнений чотирикутник із параметрами (s,t), тоді (B,P,I−1) також є узагальненим чотирикутником (тут I−1 означає обернене відношення інцидентності). Цей чотирикутник називають двоїстим узагальненим чотирикутником. Його параметрами буде пара (t,s). Навіть при s = t двоїста структура не обов'язково ізоморфна початковій структурі.

## Узагальнені чотирикутники з розміром прямих 3
Існує рівно п'ять (допускається виродження) узагальнених чотирикутників, у яких кожна пряма має три інцидентні їй точки:
1. чотирикутник з порожньою множиною прямих
2. чотирикутник, у якому всі прямі проходять через фіксовану точку, що відповідає вітряку Wd(3,n)
3. ґратка розміром 3x3
4. чотирикутник {\displaystyle W(2)}
5. узагальнений чотирикутник {\displaystyle GQ(2,4)}

Ці п'ять чотирикутників відповідають п'яти системам коренів у ADE класах An, Dn, E6, E7 і E8, тобто однонитковим системам коренів (це означає, що в діаграмах Динкіна елементи не мають кратних зв'язків).

## Класичні узагальнені чотирикутники
Якщо розглядати різні види полярних просторів рангу щонайменше три і екстраполювати їх на ранг 2, можна виявити ці (скінченні) узагальнені чотирикутники:
- Гіперболічна поверхня другого порядку (квадрика) {\displaystyle Q^{+}(3,q)}, параболічна квадрика {\displaystyle Q(4,q)} і еліптична квадрика {\displaystyle Q^{-}(5,q)} є єдиними можливими квадриками в проєктивних просторах над скінченними полями з проєктивним індексом 1. Параметри цих квадрик:

{\displaystyle Q(3,q):\ s=q,t=1} (це просто ґратка)
{\displaystyle Q(4,q):\ s=q,t=q}
{\displaystyle Q(5,q):\ s=q,t=q^{2}}
- Ермітів многовид {\displaystyle H(n,q^{2})} має проєктивний індекс 1 тоді і тільки тоді, коли N дорівнює 3 або 4. Ми маємо:

{\displaystyle H(3,q^{2}):\ s=q^{2},t=q}
{\displaystyle H(4,q^{2}):\ s=q^{2},t=q^{3}}
- Симплектична полярність в {\displaystyle PG(2d+1,q)} має максимальний ізотропний підпростір розмірності 1 тоді й лише тоді, коли {\displaystyle d=1}. Тут ми маємо узагальнений чотирикутник {\displaystyle W(3,q)}, з параметрами {\displaystyle s=q,t=q}.

Узагальнений чотирикутник, похідний від {\displaystyle Q(4,q)} завжди ізоморфний двоїстій структурі до {\displaystyle W(3,q)}, обидві структури самодвоїсті, а тому ізоморфні одна одній тоді й лише тоді, коли {\displaystyle q} парне.

## Некласичні приклади
- Нехай O — гіперовал[en] в {\displaystyle PG(2,q)} з q, рівним парному степеню простого числа, і вкладення цієї проєктивної (дезаргової) площині {\displaystyle \pi } в {\displaystyle PG(3,q)}. Тепер розглянемо структуру інцидентності {\displaystyle T_{2}^{*}(O)}, в якій усі точки є точками, що не лежать на {\displaystyle \pi }. Прямі цієї структури — це точки, що не лежать на {\displaystyle \pi } і перетинають {\displaystyle \pi } в точці O, а інцидентність визначається природним чином. Це (q-1,q+1)-узагальнений чотирикутник.
- Нехай q — степінь простого числа (непарний або парний). Розглянемо симплектичну полярність {\displaystyle \theta } в {\displaystyle PG(3,q)}. Виберемо випадкову точку p і визначимо {\displaystyle \pi =p^{\theta }}. Нехай прямими нашої структури інцидентності будуть усі абсолютні прямі[3], що не лежать на {\displaystyle \pi }, разом з усіма прямими, що проходять через точку p, але не лежать на {\displaystyle \pi }, а точками — всі точки {\displaystyle PG(3,q)}, що не лежать на {\displaystyle \pi }. Відношенням інцидентності буде природна інцидентність. Ми отримали знову (q—1,q+1)-узагальнений чотирикутник.

## Обмеження на параметри
Для ґраток і двоїстих ґраток для будь-якого цілого числа z, z ≥ 1 є узагальнені чотирикутники з параметрами (1,z) і (z,1). Крім цього випадку, виявляються допустимими лише такі параметри (тут q — довільний степінь простого числа):
{\displaystyle (q,q)}
{\displaystyle (q,q^{2})} і {\displaystyle (q^{2},q)}
{\displaystyle (q^{2},q^{3})} і {\displaystyle (q^{3},q^{2})}
{\displaystyle (q-1,q+1)} і {\displaystyle (q+1,q-1)}

## Примітка
1. ↑  Cameron, Goethals, Seidel, Shult, 1976, с. 305-327.
2. ↑  Brouwer.
3. ↑  Нехай простір має полярність (відображення точок у прямі порядку два зі збереженням інцидентності). У цьому випадку точка може лежати на своєму образі (на прямій), але це не обов'язково. Точка є абсолютною, якщо лежить на своєму образі, а пряма є абсолютною, якщо проходить через свій образ (точку).